# 冼依
冼依（1917年—1998年6月7日）山西省平陆县人，中国共产党官员，中华人民共和国外交官。

## 生平
1936年12月，冼依参加革命，同年参加中国共产党。此后，冼依任太原国民军教导团指导员。1937年，冼依抵达延安，后来通过中共山西省委的介绍，赴傅作义部从事政治工作，历任指导员、团政治处主任。1941年，任中共中央组织部干部科干事，中共中央西北局组织部组织科科长、组织处处长、党员管理处处长、直属党委书记等职务。1954年，任中共中央组织部组织指导处副处长、国外干部管理处副处长，中共杭州市委书记处书记兼杭州市副市长、浙江省外事办公室主任。
1960年调入中华人民共和国外交部，此后历任中国驻捷克斯洛伐克和阿尔及利亚大使馆参赞、外交部政治部副主任等职务。1982年12月离休，1984年6月经中共中央组织部批准享受副部长级待遇。
1998年6月7日，冼依在北京病逝。享年81岁。